# Cadereyta de Montes
Cadereyta de Montes là một đô thị thuộc bang Querétaro, Mexico. Năm 2005, dân số của đô thị này là 57204 người.